# فيلقية هاكلية
فيلقية هاكلية (الاسم العلمي: Legionella hackeliae) هي نوع من البكتيريا يتبع جنس الفيلقية من الفصيلة الفيالقية. تم عزلها من نضح رئة إنسان في ولاية بنسلفانيا في الولايات المتحدة الأمريكية.